# 沙特吕马尔瓦莱
沙特吕马尔瓦莱（法語：Châtelus-Malvaleix，法語發音：[ʃatly malvalɛ]）是法国克勒兹省的一个市镇，属于盖雷区。

## 地理
沙特吕马尔瓦莱（46°18'16"N, 2°1'24"E）面积14.97 平方千米，位于法国新阿基坦大区克勒兹省，该省份为法国中部省份，位于法國中央高原西北部，北起安德尔省和谢尔省，西接维埃纳省，南至科雷兹省，东临多姆山省，东北与阿列省接壤。
与沙特吕马尔瓦莱接壤的市镇（或旧市镇、城区）包括：热努亚克、雅莱什、拉达佩尔、罗什、圣迪济耶莱多迈讷。
沙特吕马尔瓦莱的时区为UTC+01:00、UTC+02:00（夏令时）。

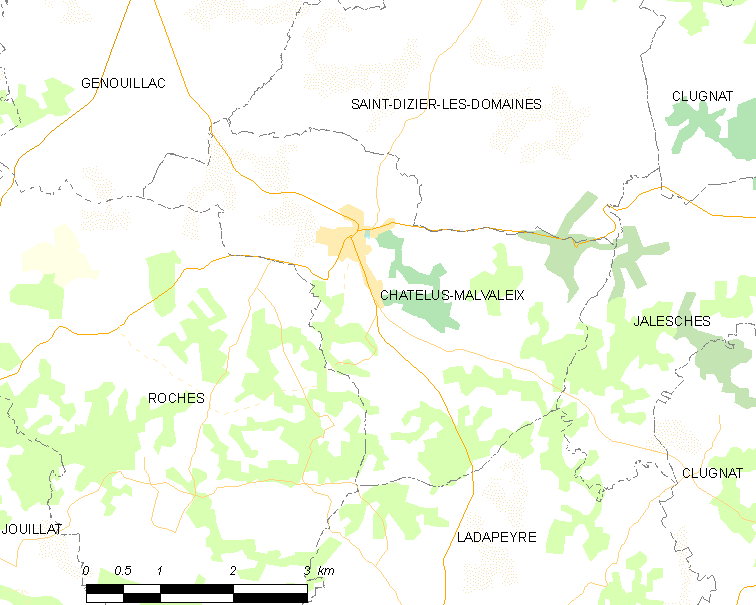
沙特吕马尔瓦莱的OSM定位图

## 行政
沙特吕马尔瓦莱的邮政编码为23270，INSEE市镇编码为23057。

## 政治
沙特吕马尔瓦莱所属的省级选区为博纳县。

## 人口

1962-2008年间沙特吕马尔瓦莱人口变化图示

沙特吕马尔瓦莱于2022年1月1日时的人口数量为545人。